# Eat Lead: The Return of Matt Hazard
Eat Lead: the Return of Matt Hazard — комедійний шутер від третьої особи для Xbox 360 і PlayStation 3. Гра розроблена Vicious Cycle Software і видана D3 Publisher 26 лютого 2009.
За сюжетом головний герой, Метт Хазард (англ. Matt Hazard), вигаданий персонаж різних відеоігор минулого, який втратив популярність через появу в дитячих іграх. Тепер він отримав шанс на повернення в ігрову індустрію завдяки участі в грі на консолях нового покоління. Однак незабаром з'ясовується, що нову гру збираються використовувати, щоб вбити Метта раз і назавжди.
Від стандартного шутера гра відрізняється великою кількістю пародій та постійною зміною наповнення рівнів. Наприклад, провулок може раптово перетворитися на містечко Дикого Заходу з ковбоями та індіанцями; змінитися на сучасне, наповнене зомбі, або мафіозі.

## Відгуки
| Агрегатор    | Оцінка                                  |
| ------------ | --------------------------------------- |
| GameRankings | Xbox 360:53.86 % PlayStation 3: 54.56 % |
| Metacritic   | Xbox 360: 52/100 PlayStation 3: 52/100  |

| Видання                      | Оцінка |
| ---------------------------- | ------ |
| 1Up.com                      | D      |
| Eurogamer                    | 3/10   |
| Game Informer                | 7/10   |
| GamePro                      | 3.5/5  |
| GameSpot                     | 6/10   |
| GameSpy                      | 3/5    |
| GameTrailers                 | 5.8/10 |
| GameZone                     | 5.4/10 |
| IGN                          | 5.2/10 |
| Official Xbox Magazine (США) | 6/10   |